# مارگاریتا پسوتسکا
مارگاریتا پسوتسکا (انگلیسی: Margaryta Pesotska؛ زادهٔ ۱۹۹۱) یک بازیکن تنیس روی میز اهل اوکراین است. 
وی در مسابقات کشوری و بین‌المللی در مجموع برنده ۱ مدال نقره شده‌است.